# Љубомир Станковић
Љубомир Станковић (Београд, 1945 — Београд, 2011) био је југословенски и српски професионални кошаркаш и извршни менаџер који је целу каријеру провео у ОКК Београд.

## Каријера
Читаву кошаркашку каријеру провео је у ОКК Београд током шезедесетих година. У то време, са Станковићем у тиму играли су Радивој Кораћ, Слободан Гордић, Миодраг Николић и Трајко Рајковић. Са ОКК Београд освојио је Прву лигу Југославије и Куп Југославије. Пензионисао се 1969. године.
Након што је завршио играчку каријеру 1969. године, Станковић се придружио управи ОКК Београда, касније постао и председник клуба, а за време његовог мандата ОКК Београд освојио је Југословенски куп, 1993. године. Поред посла у кошарци, Станковић је био један од оснивача и члан особља куглашког клуба Црвена звезда, са којим је освојио две националне титуле 1991/92. и 1992/93.

## Награде и трофеји

### Као играч
- Прва лига Југославије 2 (са ОКК Београд: 1963 и 1964)
- Куп Југославије 1 (са ОКК Београд: 1962)

### Као извршни директор
- Куп Југославије 1 (са ОКК Београд: 1993)